# 天津市体育博物馆
天津市体育博物馆（英文：Tianjin sports museum）是位于天津市和平区重庆道83号、民园广场南侧的以天津体育运动发展为主题的博物馆。博物馆面积3000平方米，目前拥有馆藏超过4000件。天津市体育博物馆是天津市唯一一家以体育为主题的行业博物馆。

## 历史
2011年5月，博物馆筹划工作开始，计划于2012年在民园广场升级改造后在此建设一座以体育为主题的博物馆。2012年1月开始接受藏品和文史资料的捐献，并开始向公众征集藏品。2012年4月，天津市体育博物馆筹备机构成立。2015年8月，博物馆建成并开始试运行。并在试运营1年多后的2017年3月31日正式对外开放。同年天津市体育博物馆设立备案被天津市文物局批准。
天津市体育博物馆分为四个厅，一号厅的主题是《“天津与奥运”专题展览》，二号展厅是《奥林匹克藏品博览》。另外还有一个序厅以及举办科普活动的三号互动体验厅。序厅讲述了近代天津体育的起源，1895年，天津体育的起源是李鸿章在天津创建北洋大学，美国教育家丁家立在该校课程规划书中有设置体操课。天津基督教青年会体育部是中国最早的体育机构，他们将篮球引入了天津，除此之外，第一支足球队“辫子足球队”也在天津成立，奥运会金牌得主李爱锐也是在天津出生，这些故事和相关的藏品都在序厅有所体现。
《“天津与奥运”专题展览》则讲述了从天津的“奥运三问”开始，包括国际比分得分的第一人吴必显，柏林奥运会中天津代表的中国武术，中国第一位国际奥委会委员王正廷，中华人民共和国成立后的奥运代表团，中华人民共和国第一位国际奥委会委员董守义，一直到2016年夏季奥林匹克运动会中，天津健儿在奥林匹克运动会中的表现在内的天津与奥运的故事。藏品包括西方体育传入天津的照片、实物，天津籍运动员在奥林匹克运动会上获得的奖牌、所穿的运动服以及实物用品和体育纪念物以及相关报纸。
《奥林匹克藏品博览》则专门展出了包括1896年第一届希腊奥运会历届奥运会的藏品，比如第一届奥运会的门票、历届奥运会的宣传海报、历届奥运会的火炬等藏品。
2017年9月，天津市体育博物馆与中国体育博物馆、北京奥运博物馆、上海体育学院中国武术博物馆、南京奥林匹克博物馆、广州亚运会亚残运会博物馆、山西体育博物馆、陕西体育博物馆、临淄足球博物馆、成都体育学院博物馆、西藏次仁切阿雪山博物馆共同组成中国体育博物馆联盟。同年10月，天津市体育博物馆的展览曾在第十届全国体育收藏博览会获得中国体育收藏最佳宣传奖。在科普方面，体育博物馆曾组织流动博物馆进入乡村。
为纪念李爱锐1924年巴黎奥运会夺冠100周年，2024年7月23日下午，天津市体育博物馆内“守望·情洒津沽的奥运冠军李爱锐”永久展区揭幕。  